# Unia Zborów Baptystów Języka Niemieckiego w Polsce
Unia Zborów Baptystów Języka Niemieckiego w Polsce – istniejący w II Rzeczypospolitej związek religijny skupiający niemieckojęzycznych wyznawców baptyzmu.

## Geneza i rozwój
Wraz z odzyskaniem przez Polskę w 1918 niepodległości, w granicach II Rzeczypospolitej znaleźli się niemieccy baptyści z terenu dawnych trzech zaborów. Stopniowo trzy ich główne ośrodki tj. wspólnota z terenu b. Kongresówki (mająca genezę w działalności Gotfryda Fryderyka Alfa), wspólnota z terenu Wielkopolski i Pomorza (b. zabór pruski) oraz wspólnota z terenu Wołynia prowadziły coraz ściślejszą współpracę. Pod koniec 1920 zorganizowany został pod egidą American Baptist Foreign Mission Society (Amerykańskie Baptystyczne Towarzystwo Misji Zagranicznej) Komitet Polskiej Misji złożony głównie z baptystów niemieckich (m.in. Bolesław Goetze, Adolf Horak, Edward Kupsch, Juliusz Lohrer, Karol Władysław Strzelec), który apelował o współpracę wszystkich nurtów narodowościowych baptyzmu w Polsce. Jednak słowiańscy baptyści zdecydowali się utworzyć w 1921 odrębny Związek Zborów Słowiańskich Baptystów w Polsce, a w 1923 połączyli się ze Związkiem Ewangelicznych Chrześcijan w Związek Słowiańskich Zborów Ewangelicznych Chrześcijan i Baptystów. Baptyści niemieckojęzyczni byli sceptyczni wobec aliansów z ewangelicznymi chrześcijanami i zaczęli tworzyć własną denominację.
1-3 listopada 1928 w Łodzi odbyła się konferencja założycielska Unii Zborów Baptystów Języka Niemieckiego w Polsce. Wzięło w niej udział 84 delegatów z trzech niemieckojęzycznych regionalnych zrzeszeń baptystycznych: Zjednoczenia Wielkopolskiego, Zjednoczenia Byłej Kongresówki i Zjednoczenia Wołyńskiego. Jej prezesem w latach 1928-1931 był pastor Otto Lenz, a w latach 1931-1939 pastor Robert Drews.
Konferencje Unii będące najwyższym organem tego związku religijnego odbywały się w Łodzi także w latach 1931 (II), 1934 (III) i w 1937 (IV i ostatnia).
W 1937 Unia zawarła porozumienie ze Związkiem Zborów Słowiańskich Baptystów w Polsce w sprawie utworzenia wspólnego Kościoła Ewangeliczno-Baptystycznego w Rzeczypospolitej Polskiej. Wspólnota ta obejmowała 31 242 wiernych, nie uzyskała jednak formalnego uznania ze strony władz II Rzeczypospolitej.
Kluczową formalną płaszczyzną współpracy członków Unii ze Związkiem Zborów Słowiańskich Baptystów w Polsce  było zarejestrowane w 1923 Stowarzyszenie Wzajemnej Pomocy Baptystów, które było właścicielem wielu nieruchomości baptystycznych w Polsce i inwestorem obiektów sakralnych. Czołowymi jego działaczami byli Stefan Bortkiewicz, Adolf Horak, Gustaw Horak, Karol Władysław Strzelec, Julian Lohrer, Bronisław Spałek.
Zajęcie Polski w 1939 przez III Rzeszę i Związek Radziecki przerwało działalność Unii. Na ziemiach polskich wcielonych do Rzeszy zbory członkowskie Unii stały się częścią Bund der Baptistengemeinden in Deutschland (Związku Zborów Baptystów w Niemczech), którego działalność - jak należy mniemać - rozszerzyła się także na inne tereny państwa polskiego pod okupacją hitlerowską. Zbory należące w II Rzeczypospolitej do Unii na terenach zajętych przez ZSRR ostatecznie stały się częścią do utworzonej z woli KPZR Ogólnozwiązkowej Rady Ewangelicznych Chrześcijan-Baptystów.
Po II wojnie światowej zbory Unii, które kontynuowały działalność stały się częścią Polskiego Kościoła Chrześcijan Baptystów, który także przejął część majątku pozostałego po zborach Unii. Następcą prawnym Unii i jego jednostek organizacyjnych jest zgodnie z art. 4 ustawy z dnia 30 czerwca 1995 roku o stosunku Państwa do Kościoła Chrześcijan Baptystów w Rzeczypospolitej Polskiej tenże Kościół.

## Ustrój
Unia składała się z trzech zjednoczeń regionalnych: Zjednoczenie Wielkopolskie, Zjednoczenie Byłej Kongresówki i Zjednoczenie Wołyńskie. Zjednoczenia składały się z lokalnych wspólnot wyznawców (zborów) samodzielnie powołujących swoich duszpasterzy i wybierających swoich przedstawicieli do konferencji Zjednoczenia i konferencji (walnego zgromadzenia) Unii. Konferencja Unii odbywała się co trzy lata i wybierała 9-osobowy Zarząd z prezesem na czele. Łącznie odbyły się 4 konferencje Unii.

## Statystyka i siedziby zborów
W 1931 Unia posiadała 14 115 wyznawców, a jej zbory członkowskie mieściły się w następujących miejscowościach: Aleksandrów pow. Łęczyca, Białystok, Bukowiec pow. Świecie, Bydgoszcz, Chełm-Krobonosz pow. Chełm, Chodzież, Dębie nad Nerem pow. Koło, Grudziądz, Inowrocław, Kicin pow. Ciechanów, Kolowert pow. Korzec, Kondrajec pow. Sierpc, Książki pow. Wąbrzeźno, Kuligi pow. Lubawa, Lucynów pow. Równe, Łasin-Nowe Mosty pow. Grudziądz, Łódź (3 zbory), Pabianice, Porozow pow. Równe, Poznań, Radomsko, Radawczyk Szlachecki pow. Lublin, Rożyszcze pow. Łuck, Rypin-Tomaszowo pow. Rypin, Siemiątkowo pow. Sierpc, Skarszewy pow. Kościersko, Śniatyn, Toruń-Chełmia, Warszawa (ul. Grzybowska 54, Wąbrzeźno, Zduńska Wola, Zezulin pow. Lubartów, Zgierz, Żyrardów.

## Edukacja teologiczna
Duchowni i inni działacze kościelni kształcili się za granicą w seminarium teologicznym w Hamburgu oraz w Baptystycznym Seminarium Teologicznym w Łodzi. Obok tego organizowano systematycznie kursy dokształcające.

## Działalność wydawnicza
Na rzecz wiernych skupionych w Unii wydawano następujące niemieckojęzyczne czasopisma: "Der Hausfreund", "Die Jugenwarte", "Der Praktische Vereinsleiter", "Der Wegweiser".

## Wybitni działacze
- Fryderyk Brauer – od 1896 pastor w Łodzi, w okresie międzywojennym dyrektor Baptystycznego Seminarium Teologicznego w Łodzi[9]
- Robert Drews (1860-1947) – od 1906 pastor w Poznaniu, w latach 1931-1939 prezes Unii
- Bolesław Goetze (1888-1962) – pastor, ewangelista, wydawca literatury religijnej[10]
- Adolf Horak (1880-1955) – fabrykant, działacz kościelny i charytatywny w Łodzi
- Martin Jeske – pastor w Lucynowie (powiat Równe), przewodniczący Zjednoczenia Wołyńskiego[8]
- Edward Kupsch – absolwent uniwersytetów niemieckich, doktor teologii, autor książki Geschichte der Baptisten in Polen 1852-1932 (Zduńska Wola 1932)
- Otto Lenz – od 1920 pastor zboru w Łodzi-Bałutach, pierwszy - wybrany w 1928 - prezes Unii[11]
- Hugo Lűck – dyrektor Baptystycznego Seminarium Teologicznego w Łodzi w okresie poprzedzającym wybuch II wojny światowej[12]
- Johann Speidel – w okresie międzywojennym wykładowca Seminarium Teologicznego w Łodzi, doktor teologii[13]